# Margrethe av Danmark
Margrethe av Danmark (Margrethe Françoise Louise Marie Helene), född 17 september 1895 på Bernstorff slott, död 18 september 1992 i Köpenhamn, var en dansk prinsessa och dotter till prins Valdemar och Marie av Orléans. 

## Biografi

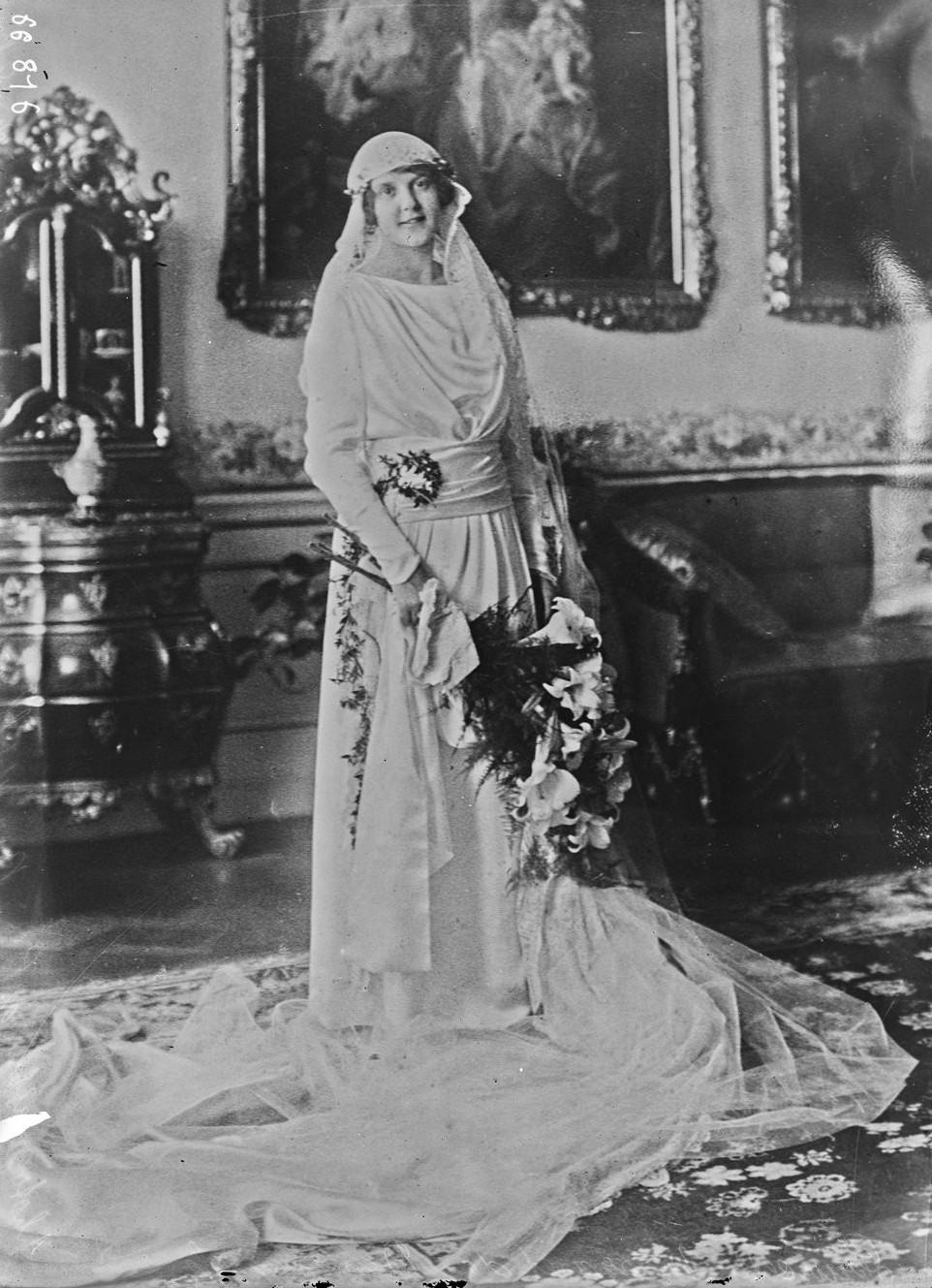
Prinsessan Margrethe på sin bröllopsdag 1921.

Hon gifte sig den 9 juni 1921 i Jesu hjärta kyrka i Köpenhamn med prins René av Bourbon-Parma. Familjen bosatte sig i Frankrike. De flydde undan nazisterna 1939 och tillbringade andra världskriget i New York. I USA arbetade René på ett gasföretag, Margrethe tillverkade hattar och deras dotter var butiksbiträde. Efter krigets slut bosatte de sig på nytt i Frankrike, och slutligen i Danmark.